# Họ Cá bơn sọc
Họ Cá bơn sọc (tên khoa học Soleidae) là một họ cá bơn trong số các loài cá thân bẹt tìm thấy ở cả đại dương và các vùng nước ngọt, thức ăn của chúng là các loài động vật giáp xác nhỏ và các loài động vật không xương sống khác. Họ này có trên 100 loài. Các loài này là các động vật ăn ở tầng nước đáy và là các động vật ăn thịt.
Các đặc điểm phân biệt của cá bơn là thân bẹt hình trái xoan với các mắt tạo cặp trên cùng một bên, điều này làm cho chúng trở thành ngoại lệ của quy tắc đối xứng hai bên, mặc dù các mắt của chúng là nằm ở các bên khác nhau trong giai đoạn đầu của sự phát triển.
Cá bơn đã thích nghi để sống ở dưới đáy biển với các mắt của chúng hướng lên trên còn bên không có mắt thì hướng xuống dưới. Thông thường chúng được che phủ trong bùn, điều này cùng với màu sẫm của chúng làm cho chúng không dễ bị phát hiện.
Khi cần thiết, cá bơn có thể thay đổi màu để phù hợp với môi trường.